# System prawny Rosji
System prawny Rosji – system prawa typu kontynentalnego obowiązujący w Federacji Rosyjskiej. Najczęściej kwalifikowany do rzymsko-niemieckiej rodziny prawa, choć należy mieć na uwadze jego specyficzne cechy wynikające z odrębnego rozwoju kulturowego i historycznego.
W skład systemu wchodzi krajowy system prawny, międzynarodowe zobowiązania Federacji Rosyjskiej, a także kultura prawna społeczeństwa rosyjskiego oraz ustalona praktyka prawna.

## Kształtowanie się rosyjskiego systemu prawnego

### Ruś Kijowskaod X do XI wieku (monarchia wczesnofeudalna)
W najwcześniejszym okresie kształtowania się państwowości ruskiej (IX-XI wiek), prawo powstawało główne w formie zwyczajowej, co stanowiło typowe zjawisko dla państw wczesnego feudalizmu. Warto jednak wskazać, że wcześnie, już w XI wieku pojawił się znaczący wpływ prawodawstwa książęcego na formujący się system prawny. Najstarszym zachowanym źródłem prawa ruskiego są kroniki, które dość skrupulatnie przekazują informacje o zawieranych w X wieku traktatach rusko-bizantyńskich – „dogoworach” (ros. Договоры Руси с Византией). W ogólności odnoszą się one do wzajemnych stosunków handlowych między oboma państwami.
W związku z chrystianizacją Rusi Kijowskiej za pośrednictwem Konstantynopola w 988 roku, państwo to znalazło się w orbicie wpływów kultury bizantyjskiej. Wiązało się to z przenikaniem na obszar tego kraju prawa rzymskiego.
W XI wieku powstał jeden z najstarszych i najcenniejszych pomników prawa słowiańskiego, a mianowicie Ruska Prawda (ros. Русская Правда). Ruska Prawda, jak i inne wczesne źródła prawa ruskiego dobitne potwierdzają twierdzenie, że prawo rosyjskie należy zaliczać do rzymsko-niemieckiej rodziny prawa. Przemawia za tym głównie zakres pojęć prawnych występujących w tym zbiorze, które wyraźnie wywodzą się z prawa rzymskiego. Kultura prawna Rusi jednoznacznie wykształciła się w obrębie pojęć prawnych tego prawa, nie należy jednak twierdzić, że prawo rosyjskie nie kształtowało się samodzielnie. Prawo ruskie nie przejmowało bezpośrednio norm prawa rzymskiego, ale nawiązywało do rzymskich pojęć prawnych, co było charakterystyczne dla praktycznie wszystkich ówczesnych państw europejskich.

### Ruś od XII do XV wieku (rozdrobnienie feudalne)
W XI wieku rozpoczął się na Rusi proces rozdrobnienia feudalnego, w związku z czym doszło do powstania wielu niezależnych księstw ruskich i upadku znaczenia władzy wielkoksiążęcej. Nadal stosowano Ruską Prawdę, a prawodawstwo książęce straciło swoje dotychczasowe znaczenie. Powszechne stosowanie Ruskiej Prawdy odegrało w tym okresie znaczną rolę, gdyż pozwalało na pewne ujednolicenie prawa na obszarze zdezintegrowanego państwa.

### Rosja od XVI do połowy XVII wieku (monarchia stanowa)
Zjednoczenie ziem ruskich i polityka centralizacji państwa doprowadziły do ożywionej działalności ustawodawczej i kodyfikacyjnej. Początkowo funkcję prawodawczą spełniał główne władca, później najważniejsze prawa uchwalał Sobór Ziemski (ros. Земский собор). Ważną rolę odgrywały także prikazy, rosyjskie urzędy centralne wydające w ramach swoich kompetencji rozporządzenia zwane ukazami (ros. указы). Niebagatelne znaczenie w kształtowaniu się prawa rosyjskiego omawianego okresu miał także wymiar sprawiedliwości wykonywany przez Dumę Bojarską.

Wyroki i orzeczenia Dumy miały, podobnie jak np. orzecznictwo sądów angielskich, walor precedensów, do których wszystkie sądy musiały się stosować

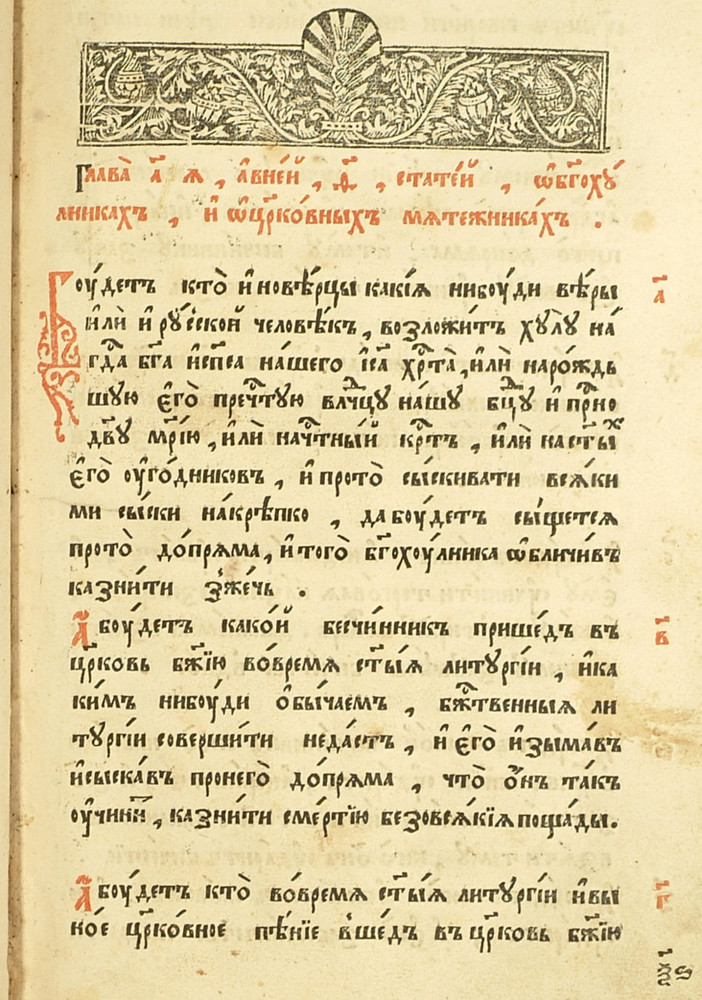
Sobornoje Ułożienije 1649

Najdonioślejszym przykładem prawotwórczej działalności władców rosyjskich w tym okresie są Sudiebniki (ros. Судебники). Najważniejsze z nich to:
1. Sudiebnik Iwana III z 1497 roku (ros. Судебник 1497 года)
2. Carski Sudiebnik (Sudiebnik Iwana IV) z 1550 roku (ros. Судебник Ивана IV, Судебник 1550 года)
W 1649 roku wydano kolejny zbiór prawa rosyjskiego, mianowicie Sobornoje Ułożenije (ros. Соборное уложение). Stanowiło ono fundament rosyjskiego ustroju, regulowało zagadnienia z zakresu prawa państwowego, administracyjnego, ale i karnego, cywilnego czy procesowego. Obowiązywało w Rosji, do 1835 roku, gdy wszedł w życie Zbiór praw Imperium Rosyjskiego.

Ułożenije było swoistą „konstytucją” rosyjskiego samodzierżawia. Cały drugi rozdział poświęcono władzy carskiej, którą otoczono niemal boskim nimbem. Wszyscy poddani byli zobowiązani do składania przysięgi przez pocałowanie krzyża. Natomiast car nie był związany żadnymi zobowiązaniami wobec poddanych

### Rosja od połowy XVII do XVIII wieku (monarchia absolutna)
W trakcie XVIII wieku w Rosji nie powstała żadna kodyfikacja prawa, mimo że Sobornoje Ułożenije stało się już kodyfikacją przestarzałą. Powoływane w tym okresie przez Piotra I, a w późniejszym okresie przez Katarzynę II komisje kodyfikacyjne nie dokonały żadnych postępów w tym zakresie.
Warto wspomnieć jednak o ożywionej działalności ustawodawczej Piotra I i jego następców, która dotyczyła sfery prawa administracyjnego i finansowego. Wydano wiele ukazów, ordynacji czy regulaminów.

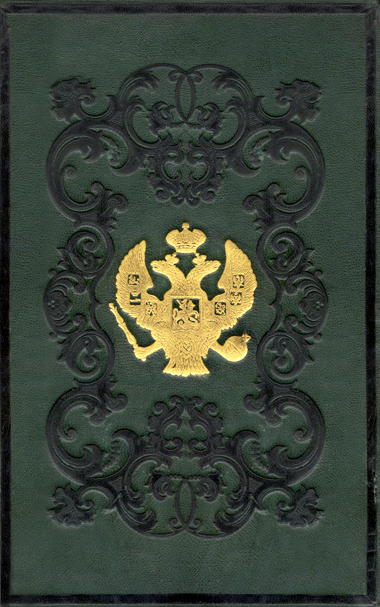
Egzemplarz Zwodu Praw Imperium Rosyjskiego. Wydanie z roku 1849

### Rosja w XIX i XX wieku do wybuchuRewolucji Październikowej
Kolejne próby kodyfikacyjne rozpoczął cesarz Aleksander I, ale i one okazały się nieudane. Dopiero działania kodyfikacyjne podjęte za panowania Mikołaja I zakończyły się sukcesem. W efekcie w 1835 wszedł w życie Zbiór praw Imperium Rosyjskiego (ros. Свод законов Российской империи). Był dziełem znacznych rozmiarów, obejmował regulacje zarówno z zakresu prawa prywatnego (cywilne), jak i publicznego (administracyjne, państwowe, karne). Swod Zakonow nie przystawał jednak do swoich czasów, był zbiorem spóźnionym i przestarzałym. W późniejszym okresie próbowano opracować nową kodyfikację prawa cywilnego, wzorowaną na kodeksie niemieckim (BGB), ale nie doszło to do skutku.
Należy wskazać, że prowadzono jednak udane prace nad reformą pozostałych dziedzin prawa regulowanych w Swodzie Zakonow (prawo karne procesowe i materialne, prawo cywilne procesowe). W 1845 roku wydano nowy kodeks karny – Kodeks kar głównych i poprawczych (ros. Уложение о наказаниях уголовных и исправительных 1845). Dopiero w 1903 roku opracowano nowoczesną kodyfikację prawa karnego, bazującą na założeniach klasycznej szkoły prawa. Od nazwiska swego twórcy była nazywana Kodeksem Tagancewa (ros. Новое уголовное уложение 1903 года). Kodeksu tego nie udało się w praktyce wprowadzić w życie i nie był on stosowany.

### Rosja RadzieckaiZwiązek Socjalistycznych Republik Radzieckich
Po przejęciu władzy w Rosji bolszewicy rozpoczęli tworzenie nowego komunistycznego porządku prawnego. Próbowano zerwać wszelkie więzi z dotychczasowym dorobkiem prawnym Rosji. Nowy komunistyczny ład planowano oprzeć na założeniach ideologii marksistowskiej.
Przy tworzeniu nowego prawa praktycznie w całości odrzucono zasady i normy prawne wywodzące się z carskiej Rosji i krajów zachodnich.
Należy wskazać, że radzieckie prawo socjalistyczne wykazywało pewne podobieństwa z systemem rzymsko-germańskim prawa. Mimo swej odmienności posługiwało się podobną albo nawet tożsamą terminologią prawną, konstrukcjami prawnymi, zasadami techniki legislacyjnej, a także podziałami prawa.
W pierwszym okresie rewolucji, dokonano ogromnej zmiany w prawie rzeczowym. Wydano szereg dekretów mających na celu całkowitą likwidację własności prywatnej. Zniesiono indywidualną własność ziemi i lasów, zniesiono prywatną własność w miastach, zakazano prywatnego najmu lokali, zniesiono spadkobranie. Kodeks cywilny z 1922 roku częściowo złagodził te rygorystyczne regulacje: przywrócono tradycyjną, rzymską koncepcję własności, przywrócono także ograniczoną możliwość dziedziczenia majątku. W okresie stalinizmu własność prywatna ponowne była zwalczana.
Rewolucyjne zmiany dotknęły też prawa rodzinnego. Wprowadzono całkowicie świecki charakter małżeństwa. Wprowadzono liberalne prawo rozwodowe. Zalegalizowano aborcję. Za rządów Józefa Stalina doszło do zaostrzenia prawa w tym zakresie. Zakazano aborcji, zaostrzono przepisy prawa rozwodowego, pogorszyły się prawa dzieci nieślubnych.
W prawie karnym całkowicie wyeliminowano dotychczasowe założenia i zasady.

Władze bolszewickie odrzuciły cały dawny system prawa karnego i wymiaru sprawiedliwości. Prezentowały postawę nihilizmu prawnego, wychodziły bowiem z założenia, że nie ma konieczności tworzenia nowych norm prawnych w sytuacji, gdy podstawę dla wyroków stanowiło odtąd wyłącznie „rewolucyjne sumienie i rewolucyjna świadomość prawna”

Najważniejszym zadaniem prawa karnego stało się skuteczne zwalczanie przeciwników politycznych. Prawo karne było uznane za narzędzie walki klasowej, służące niszczeniu wrogów politycznych.
Odrzucono zasadę niezależności sądów i niezawisłości sędziowskiej, jako „burżuazyjny” przeżytek, nieistotny i niepotrzebny w państwie socjalistycznym. Obywateli radzieckich pozbawiono szeregu gwarancji procesowych, np. prawa do obrony.
Po śmierci Stalina doszło do pewnej liberalizacji systemu radzieckiego. W 1957 uchwalono nowelizację konstytucji ZSRR, która przewidywała, że poszczególne republiki mogły tworzyć własne ustawodawstwo, dokonano pewnej decentralizacji. Poszczególne republiki miały uchwalać własne regulacje prawa cywilnego. Podstawy ustroju państwa nie zostały jednak zmienione, praktycznie, aż do jego upadku.
W dalszym ciągu system prawa radzieckiego nie uznawał własności prywatnej. W Rosji prywatną własność przyjęła dopiero konstytucja z 1993 roku, a prywatny obrót ziemią stał się możliwy od 2002 roku. Dokonano pewnej liberalizacji prawa karnego. Przywrócono system środków represji oparty na przesłankach racjonalnych i legalistycznych, jednak szybko nastąpił ponowny proces zaostrzania represji karnej.

### Federacja Rosyjska
Od upadku Związku Radzieckiego w pierwszej połowie lat 90 XX wieku, nastąpiła gruntowna przebudowa systemu prawnego Rosji. Odstąpiono od wzorców typowych dla prawa socjalistycznego. Konstytucja Federacji Rosyjskiej uchwalona w 1993 przyjęła zasadnicze regulacje ustrojowe charakterystyczne dla państw euroatlantyckich, zerwała ona z rozwiązaniami systemowymi charakterystycznymi dla czasów radzieckich.

## Źródła prawaFederacji Rosyjskiej
W obowiązującym systemie prawa rosyjskiego występuje ścisła hierarchia źródeł prawa dotycząca ich mocy prawnej. System ten charakteryzuje się specyficznymi cechami wynikającymi z federalnego charakteru państwa.
Konstytucja Rosji dokonuje podziału uprawnień do regulowania poszczególnych sfer prawnych między federację a podmioty federacji, co wpływa na ukształtowanie systemu źródeł prawa i z czego wynikają jego charakterystyczne właściwości.
Najwyższym źródłem prawa jest Konstytucja Federacji Rosyjskiej, wszystkie akty niższego rzędu muszą być z nią zgodne. Konstytucja ma zwierzchnią moc prawną na całym terytorium państwa.

### Akty normatywnei sposób ich przyjmowania

#### Szczebel federalny
| Rodzaj aktu normatywnego                             | Nazwa rosyjska                          | Sposób przyjęcia |
| ---------------------------------------------------- | --------------------------------------- | --- |
| Konstytucja Federacji Rosyjskiej                     | Конституция Российской Федерации        | Przyjmowana w drodze referendum. Zmiany w rozdziałach 1, 2 i 9 dokonywane są na podstawie decyzji Zgromadzenia Federalnego za zgodą podmiotów federacji. Zmiana nazw podmiotów federacji może być dokonana w formie dekretu Prezydenta Federacji Rosyjskiej |
| Poprawki do Konstytucji (dotyczące rozdziałów 3-8)   | Поправки к Конституции (главы 3-8)      | Przyjmowane są przez Zgromadzenie Federalne w formie przewidzianej przez federalne przepisy konstytucyjne, za zgodą 2/3 podmiotów federacji |
| Federalne ustawy konstytucyjne                       | Федеральные конституционные законы      | Przyjmowane przez Zgromadzenie Federalne |
| Traktaty i umowy międzynarodowe Federacji Rosyjskiej | Международные договоры и соглашения РФ  | Podpisywane przez uprawnione organy państwowe |
| Ustawy federalne                                     | Федеральные законы                      | Przyjmowane przez Dumę Państwową, zatwierdzane przez Radę Federacji, podpisywane przez Prezydenta Federacji |
| Akty Prezydenta Federacji Rosyjskiej                 | Акты Президента Российской Федерации    | Podpisywane przez Prezydenta Federacji Rosyjskiej |
| Akty Rządu Federacji Rosyjskiej                      | Акты Правительства Российской Федерации | Podpisywane przez Premiera Federacji Rosyjskiej |
| Akty departamentalne (ministerialne)                 | Ведомственные акты                      | Podpisywane przez szefów uprawnionych organów państwowych |

#### Szczebel regionalny
| Rodzaju aktu normatywnego                          | Nazwa rosyjska                                 | Sposób przyjęcia |
| -------------------------------------------------- | ---------------------------------------------- | --- |
| Konstytucja (statut) podmiotu federacji            | Конституция (устав) субъекта РФ                | Przyjmowane przez organy ustawodawcze regionów |
| Ustawy podmiotu federacji                          | Законы субъекта РФ                             | Przyjmowane przez parlamenty regionalne, zgodnie z Konstytucją Federacji Rosyjskiej oraz konstytucjami i ustawami regionalnymi                                                                 |
| Akty najwyższego urzędnika podmiotu federacji      | Акты высшего должностного лица субъекта РФ     | Wydawane przez najwyższego urzędnika podmiotu np. prezydenta republiki |
| Akty organów władzy wykonawczej podmiotu federacji | Акты органов исполнительной власти субъекта РФ | Wydawane przez uprawnione organy władzy wykonawczej podmiotu federacji |
| Akty organów samorządu terytorialnego              | Акты органов местного самоуправления           | Wydawane przez szefów i organy przedstawicielskie gmin (ros. муниципальных образований) w sprawach przypisanych ich jurysdykcji. Obowiązują na terenie działania danej jednostki samorządowej. |

Ustawy podlegają oficjalnej publikacji. Ustawy nie publikowane nie są stosowane. Wszelkie normatywne akty prawne dotyczące praw, wolności i obowiązków człowieka i obywatela nie są stosowane, jeżeli nie zostały oficjalnie podane do publicznej wiadomości.

## Gałęzie prawa

### Prawo konstytucyjne

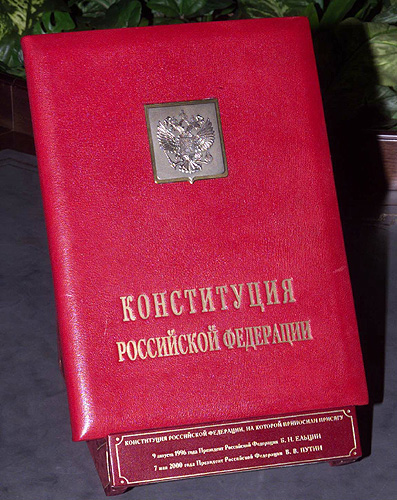
Specjalny egzemplarz Konstytucji Federacji Rosyjskiej, na który przysięgę składa Prezydent Federacji Rosyjskiej

Prawo konstytucyjne Federacji Rosyjskiej, reguluje dwa segmenty stosunków społecznych, a mianowicie:
1. związane ze statusem prawnym jednostki, jej relacjami z państwem i społeczeństwem
2. związane z organizacją państwa i funkcjonowaniem władzy publicznej[18].

Podstawowym aktem prawnym współczesnej Rosji jest konstytucja tego państwa z 1993 roku. Została przyjęta w ogólnonarodowym referendum przeprowadzonym 12 grudnia 1993 roku. Jest aktem normatywnym o najwyższej mocy prawnej, a wszystkie inne akty muszą być z nią zgodne. Podstawy ustroju konstytucyjnego Rosji zawarte są w rozdziale pierwszym tego aktu. Podstawowe cechy ustroju Federacji Rosyjskiej, które wyznaczają normy konstytucyjne, to:
1. Rosja jest państwem demokratycznym, federalnym, o republikańskiej formie rządów – art. 1
2. Szerokie gwarancje państwa dla praw człowieka i obywatela – art. 2
3. Podmiotem suwerenności i jedynym źródłem władzy w Federacji Rosyjskiej jest jej wielonarodowy lud, który może sprawować władzę bezpośrednio lub za pośrednictwem organów władzy państwowej i samorządowej – art. 3
4. Federacja Rosyjska jest państwem socjalnym – art. 7
5. Uznaje się i chroni na równi własność prywatną, państwową, municypalną oraz inne formy własności – art. 8.
6. Trójpodział władzy na wykonawczą, ustawodawczą i sądowniczą oraz zagwarantowanie ich wzajemnej niezależności – art.10
7. Gwarancje różnorodności ideologicznej – art. 13
8. Państwo świeckie, zakaz uznawania jakiejkolwiek religii za państwową lub obowiązującą. Zagwarantowanie równości wszystkim związkom wyznaniowym – art. 14
9. Najwyższa moc prawna konstytucji, która obowiązuje na całym terytorium państwa. Obowiązek jej bezpośredniego stosowania i przestrzegania – art. 15[17]

### Prawo administracyjne
Jest jedną z najdynamiczniej rozwijających się gałęzi rosyjskiego prawa. Jest to zbiór norm prawnych regulujących stosunki społeczne dotyczące sfery administracji publicznej. W przedrewolucyjnej Rosji ta gałąź prawa była również nazywana prawem policyjnym.

### Prawo cywilne
Jest gałęzią prawa prywatnego, której zbiór norm reguluje stosunki o charakterze cywilnoprawnym, które mają na celu zaspokajanie interesów prywatnych. Najważniejszym aktem prawnym regulującym tę gałąź prawa rosyjskiego jest Kodeks cywilny Federacji Rosyjskiej (ros. Гражданский кодекс Российской Федерации, ГкРФ).

### Prawo karne
Jedna z gałęzi prawa publicznego. Jest to zbiór norm prawnych określających, czym jest przestępstwo, karalność czynu, podstawy odpowiedzialności karnej, rodzaje kar i inne środki przymusu, ogólne zasady i warunki ich stosowania oraz zasady zwalniania z odpowiedzialności karnej i kary.

### Prawo pracy
Pojawienie się w Rosji prawa pracy jako oddzielnej od prawa cywilnego gałęzi prawa wiąże się z tym, że stopniowo uznawano, iż praca jest nie tylko istotna społecznie, ale także należy wytworzyć odpowiednie warunki do jej ochrony czy ochrony socjalnej pracowników. Na rozwój tej dziedziny prawa największy wpływ ma gospodarka, warunki ekonomiczne, ale nie tylko. Prawo pracy reguluje faktyczne stosunki pracy i inne wynikające z nich relacje.

## Sądownictwo
Wymiar sprawiedliwości w Rosji sprawują wyłącznie sądy. Władza sądownicza jest sprawowana w drodze postępowania konstytucyjnego, cywilnego, administracyjnego i karnego.
Sędziowie są niezawiśli, nieusuwalni, nietykalni i podlegają jedynie Konstytucji Federacji Rosyjskiej oraz ustawie federalnej. Sędziami mogą być obywatele Federacji Rosyjskiej, którzy ukończyli 25 lat, posiadają wyższe wykształcenie prawnicze i co najmniej pięcioletni staż w zawodzie prawniczym.
Sprawy rozpatrywane są jawnie (jedynie w wyjątkowych sytuacjach przewidzianych przez ustawę federalną możliwa jest rozprawa przy drzwiach zamkniętych). Zakazane jest zaoczne rozpatrywanie spraw (choć mogą występować wyjątki przewidziane przez ustawę federalną). Strony są równouprawnione, a postępowanie przebiega na zasadzie kontradyktoryjności.
Sędziów sądów federalnych powołuje Prezydent Federacji Rosyjskiej na zasadach określonych w ustawie federalnej. Sędziów Sądu Konstytucyjnego i Sądu Najwyższego powołuje Rada Federacji na wniosek Prezydenta.
Sądy finansowane są wyłącznie z budżetu federalnego.

### Sąd Konstytucyjny (ros.Конституционный суд Российской Федерации)
Na wniosek uprawnionego podmiotu (np. Prezydenta Federacji Rosyjskiej) rozstrzyga o zgodności z konstytucją, aktów normatywnych niższej rangi (ustaw federalnych, konstytucji republik, umów międzynarodowych etc.). Rozstrzyga także spory kompetencyjne między organami władzy państwowej różnego szczebla:
1. między federalnymi organami władzy państwowej
2. między organami władzy państwowej Federacji Rosyjskiej a organami władzy państwowej podmiotów Federacji Rosyjskiej
3. między naczelnymi organami państwowymi podmiotów Federacji Rosyjskiej

Na wniosek uprawnionego podmiotu dokonuje wykładni Konstytucji Federacji Rosyjskiej. Składa się z 19 sędziów.

### Sąd Najwyższy (ros.Верховный Суд Российской Федерации)
Sąd Najwyższy Federacji Rosyjskiej jest najwyższym organem sądowym w sprawach cywilnych, karnych, administracyjnych, sporów gospodarczych i innych podlegających właściwości sądów powszechnych i sprawuje w przewidzianych przez ustawę federalną formach procesowych nadzór sądowy nad ich działalnością oraz udziela wyjaśnień w kwestiach dotyczących praktyki sądowej.

### Naczelny Sąd Arbitrażowy (ros.Высший Арбитражный Суд Российской Федерации)
Istniejący do 2014 rokuNaczelny Sąd Arbitrażowy Federacji Rosyjskiej był najwyższym organem sądowym powołanym do rozstrzygania sporów gospodarczych oraz innych spraw rozpoznawanych przez sądy arbitrażowe i sprawował w przewidzianych przez ustawę federalną formach procesowych nadzór sądowy nad ich działalnością oraz udzielał wyjaśnień w kwestiach dotyczących praktyki sądowej.

### Prokuratura(ros.Прокуратура Российской Федерации)
Prokuratora Generalnego Rosji powołuje i odwołuje Rada Federacji na wniosek Prezydenta. Prokuratura stanowi jednolity i scentralizowany system organów powołanych do nadzoru nad przestrzeganiem Konstytucji Federacji Rosyjskiej i wykonywaniem obowiązującego prawa.